# Effectif des équipes à la Coupe du monde de football 1990
Cette page contient la liste de toutes les équipes et leurs joueurs ayant participé à la phase finale de la Coupe du monde de football 1990 en Italie. Les âges et le nombre de sélection des footballeurs sont ceux au début de la compétition.

## Groupe A

### Autriche
Sélectionneur : Josef Hickersberger
| No. | Pos.      | Joueur              | Date de naissance et âge | Sélec. | Club            |
| --- | --------- | ------------------- | ------------------------ | ------ | --------------- |
| 1   | Gardien   | Klaus Lindenberger  | 28 mai 1957              |        | Swarovski Tirol |
| 2   | Défenseur | Ernst Aigner        | 31 octobre 1966          |        | Austria Vienne  |
| 3   | Défenseur | Robert Pecl         | 15 novembre 1965         |        | Rapid Vienne    |
| 4   | Défenseur | Anton Pfeffer       | 17 août 1965             |        | Austria Vienne  |
| 5   | Défenseur | Peter Schöttel      | 26 mars 1967             |        | Rapid Vienne    |
| 6   | Milieu    | Manfred Zsak        | 22 décembre 1964         |        | Austria Vienne  |
| 7   | Défenseur | Kurt Russ           | 23 novembre 1964         |        | First Vienna FC |
| 8   | Défenseur | Peter Artner        | 20 mai 1966              |        | Admira Wacker   |
| 9   | Attaquant | Toni Polster        | 10 mars 1964             |        | Séville FC      |
| 10  | Milieu    | Manfred Linzmaier   | 27 août 1962             |        | Swarovski Tirol |
| 11  | Milieu    | Alfred Hörtnagl     | 24 septembre 1966        |        | Swarovski Tirol |
| 12  | Milieu    | Michael Baur        | 16 avril 1969            |        | Swarovski Tirol |
| 13  | Attaquant | Andreas Ogris       | 7 octobre 1964           |        | Austria Vienne  |
| 14  | Attaquant | Gerhard Rodax       | 29 août 1965             |        | Admira Wacker   |
| 15  | Attaquant | Christian Keglevits | 29 janvier 1961          |        | Rapid Vienne    |
| 16  | Milieu    | Andreas Reisinger   | 14 octobre 1963          |        | Rapid Vienne    |
| 17  | Attaquant | Heimo Pfeifenberger | 29 décembre 1966         |        | Rapid Vienne    |
| 18  | Défenseur | Michael Streiter    | 19 janvier 1966          |        | Swarovski Tirol |
| 19  | Milieu    | Gerald Glatzmayer   | 14 décembre 1968         |        | First Vienna FC |
| 20  | Milieu    | Andreas Herzog      | 10 septembre 1968        |        | Rapid Vienne    |
| 21  | Gardien   | Michael Konsel      | 6 mars 1962              |        | Rapid Vienne    |
| 22  | Gardien   | Otto Konrad         | 1er novembre 1964        |        | Sturm Graz      |

### Tchécoslovaquie
Sélectionneur : Jozef Vengloš
| No. | Pos.      | Joueur           | Date de naissance et âge | Sélec. | Club                     |
| --- | --------- | ---------------- | ------------------------ | ------ | ------------------------ |
| 1   | Gardien   | Jan Stejskal     | 15 janvier 1962          |        | Sparta Prague            |
| 2   | Défenseur | Július Bielik    | 8 mars 1962              |        | Sparta Prague            |
| 3   | Défenseur | Miroslav Kadlec  | 22 juin 1964             |        | TJ Vítkovice             |
| 4   | Milieu    | Ivan Hašek       | 6 septembre 1963         |        | Sparta Prague            |
| 5   | Défenseur | Ján Kocian       | 13 mars 1958             |        | FC Sankt Pauli           |
| 6   | Défenseur | František Straka | 21 mai 1958              |        | Borussia Mönchengladbach |
| 7   | Milieu    | Michal Bílek     | 13 avril 1965            |        | Sparta Prague            |
| 8   | Milieu    | Jozef Chovanec   | 7 mars 1960              |        | PSV Eindhoven            |
| 9   | Milieu    | Luboš Kubík      | 20 janvier 1964          |        | Fiorentina               |
| 10  | Attaquant | Tomáš Skuhravý   | 7 septembre 1965         |        | Sparta Prague            |
| 11  | Milieu    | Ľubomír Moravčík | 22 juin 1965             |        | Plastika Nitra           |
| 12  | Défenseur | Peter Fieber     | 16 mai 1964              |        | Dunajská Streda          |
| 13  | Milieu    | Jiří Němec       | 15 mai 1966              |        | Dukla Prague             |
| 14  | Milieu    | Vladimír Weiss   | 22 septembre 1964        |        | Inter Bratislava         |
| 15  | Défenseur | Vladimír Kinier  | 6 avril 1958             |        | Slovan Bratislava        |
| 16  | Attaquant | Viliam Hýravý    | 26 novembre 1962         |        | Baník Ostrava            |
| 17  | Attaquant | Ivo Knoflíček    | 23 février 1962          |        | FC Sankt Pauli           |
| 18  | Attaquant | Milan Luhový     | 1er janvier 1963         |        | Sporting Gijón           |
| 19  | Attaquant | Stanislav Griga  | 4 novembre 1961          |        | Feyenoord Rotterdam      |
| 20  | Milieu    | Václav Němeček   | 25 janvier 1967          |        | Sparta Prague            |
| 21  | Gardien   | Luděk Mikloško   | 9 décembre 1961          |        | West Ham                 |
| 22  | Gardien   | Peter Palúch     | 17 février 1958          |        | Plastika Nitra           |

### Italie
Sélectionneur : Azeglio Vicini
| No. | Pos.      | Joueur              | Date de naissance et âge | Sélec. | Club               |
| --- | --------- | ------------------- | ------------------------ | ------ | ------------------ |
| 1   | Gardien   | Walter Zenga        | 28 avril 1960            | 35     | Inter Milan        |
| 2   | Défenseur | Franco Baresi       | 8 mai 1960               | 39     | Milan AC           |
| 3   | Défenseur | Giuseppe Bergomi    | 22 décembre 1963         | 65     | Inter Milan        |
| 4   | Défenseur | Luigi De Agostini   | 7 avril 1961             | 24     | Juventus Turin     |
| 5   | Défenseur | Ciro Ferrara        | 11 février 1967          | 16     | SSC Naples         |
| 6   | Défenseur | Riccardo Ferri      | 20 août 1963             | 29     | Inter Milan        |
| 7   | Défenseur | Paolo Maldini       | 26 juin 1968             | 19     | Milan AC           |
| 8   | Défenseur | Pietro Vierchowod   | 6 avril 1959             | 29     | Sampdoria de Gênes |
| 9   | Milieu    | Carlo Ancelotti     | 10 juin 1959             | 22     | Milan AC           |
| 10  | Milieu    | Nicola Berti        | 14 avril 1967            | 11     | Inter Milan        |
| 11  | Milieu    | Fernando De Napoli  | 15 mars 1964             | 38     | SSC Naples         |
| 12  | Gardien   | Stefano Tacconi     | 13 mai 1957              | 5      | Juventus Turin     |
| 13  | Milieu    | Giuseppe Giannini   | 20 août 1964             | 34     | AS Rome            |
| 14  | Milieu    | Giancarlo Marocchi  | 4 juillet 1965           | 7      | Juventus Turin     |
| 15  | Attaquant | Roberto Baggio      | 18 février 1967          | 8      | Fiorentina         |
| 16  | Attaquant | Andrea Carnevale    | 12 janvier 1961          | 8      | SSC Naples         |
| 17  | Milieu    | Roberto Donadoni    | 9 septembre 1963         | 29     | Milan AC           |
| 18  | Attaquant | Roberto Mancini     | 27 novembre 1964         | 20     | Sampdoria de Gênes |
| 19  | Attaquant | Salvatore Schillaci | 1er décembre 1964        | 1      | Juventus Turin     |
| 20  | Attaquant | Aldo Serena         | 25 juin 1960             | 18     | Inter Milan        |
| 21  | Attaquant | Gianluca Vialli     | 9 juillet 1964           | 42     | Sampdoria de Gênes |
| 22  | Gardien   | Gianluca Pagliuca   | 18 décembre 1966         | 0      | Sampdoria de Gênes |

### États-Unis
Sélectionneur : Bob Gansler
| No. | Pos.      | Joueur               | Date de naissance et âge | Sélec. | Club                                |
| --- | --------- | -------------------- | ------------------------ | ------ | ----------------------------------- |
| 1   | Gardien   | Tony Meola           | 21 février 1969          |        | Fédération des États-Unis de soccer |
| 2   | Défenseur | Steve Trittschuh     | 24 avril 1965            |        | Rowdies de Tampa Bay                |
| 3   | Défenseur | John Doyle           | 16 mars 1966             |        | Bay Blackhawks de San Francisco     |
| 4   | Défenseur | Jimmy Banks          | 2 septembre 1964         |        | Wave de Milwaukee                   |
| 5   | Défenseur | Mike Windischmann    | 6 décembre 1965          |        | Albany Capitals                     |
| 6   | Milieu    | John Harkes          | 8 mars 1967              |        | Albany Capitals                     |
| 7   | Milieu    | Tab Ramos            | 21 septembre 1966        |        | UE Figueres                         |
| 8   | Défenseur | Brian Bliss          | 28 septembre 1965        |        | Albany Capitals                     |
| 9   | Attaquant | Christopher Sullivan | 18 avril 1965            |        | Győri                               |
| 10  | Défenseur | Peter Vermes         | 21 novembre 1966         |        | FC Volendam                         |
| 11  | Attaquant | Eric Wynalda         | 9 juin 1969              |        | Bay Blackhawks de San Francisco     |
| 12  | Défenseur | Paul Krumpe          | 4 mars 1963              |        | Real Santa Barbara                  |
| 13  | Attaquant | Eric Eichmann        | 7 mai 1965               |        | Strikers de Fort Lauderdale         |
| 14  | Milieu    | John Stollmeyer      | 25 octobre 1962          |        | Stars de Washington                 |
| 15  | Défenseur | Desmond Armstrong    | 2 novembre 1964          |        | Blast de Baltimore                  |
| 16  | Attaquant | Bruce Murray         | 25 janvier 1966          |        | Stars de Washington                 |
| 17  | Défenseur | Marcelo Balboa       | 8 août 1967              |        | Sockers de San Diego                |
| 18  | Gardien   | Kasey Keller         | 29 août 1969             |        | Timbers de Portland                 |
| 19  | Milieu    | Chris Henderson      | 11 décembre 1970         |        | Bruins d'UCLA                       |
| 20  | Milieu    | Paul Caligiuri       | 9 mars 1964              |        | SV Meppen                           |
| 21  | Milieu    | Neil Covone          | 31 août 1969             |        | Demon Deacons de Wake Forest        |
| 22  | Gardien   | David Vanole         | 6 février 1963           |        | Heat de Los Angeles                 |

## Groupe B

### Argentine
Sélectionneur : Carlos Bilardo
| No. | Pos.      | Joueur                 | Date de naissance et âge | Sélec. | Club                    |
| --- | --------- | ---------------------- | ------------------------ | ------ | ----------------------- |
| 1   | Gardien   | Nery Pumpido*          | 30 juillet 1957          |        | Betis Séville           |
| 2   | Milieu    | Sergio Batista         | 9 novembre 1962          |        | River Plate             |
| 3   | Attaquant | Abel Balbo             | 1er juin 1966            |        | Udinese                 |
| 4   | Milieu    | José Basualdo          | 20 juin 1963             |        | VfB Stuttgart           |
| 5   | Défenseur | Edgardo Bauza          | 26 janvier 1958          |        | Veracruz                |
| 6   | Milieu    | Gabriel Calderón       | 7 février 1960           |        | Paris Saint-Germain     |
| 7   | Milieu    | Jorge Burruchaga       | 9 octobre 1962           |        | FC Nantes               |
| 8   | Attaquant | Claudio Caniggia       | 9 janvier 1967           |        | Atalanta Bergame        |
| 9   | Attaquant | Gustavo Dezotti        | 14 février 1964          |        | US Cremonese            |
| 10  | Milieu    | Diego Maradona         | 30 octobre 1960          |        | SSC Naples              |
| 11  | Défenseur | Néstor Fabbri          | 29 avril 1968            |        | Racing Club             |
| 12  | Gardien   | Sergio Goycochea       | 17 octobre 1963          |        | Los Millonarios         |
| 13  | Défenseur | Néstor Lorenzo         | 28 février 1966          |        | AS Bari                 |
| 14  | Milieu    | Ricardo Giusti         | 11 décembre 1956         |        | CA Independiente        |
| 15  | Défenseur | Pedro Monzón           | 23 février 1962          |        | CA Independiente        |
| 16  | Défenseur | Julio Olarticoechea    | 18 octobre 1958          |        | Racing Club             |
| 17  | Défenseur | Roberto Néstor Sensini | 12 octobre 1966          |        | Udinese                 |
| 18  | Défenseur | José Serrizuela        | 16 juin 1962             |        | River Plate             |
| 19  | Défenseur | Oscar Ruggeri          | 26 janvier 1962          |        | Real Madrid             |
| 20  | Défenseur | Juan Simón             | 2 mars 1960              |        | Boca Juniors            |
| 21  | Milieu    | Pedro Troglio          | 28 juillet 1965          |        | Lazio Rome              |
| 22  | Gardien   | Fabián Cancelarich     | 20 décembre 1965         |        | Club Ferro Carril Oeste |

| No. | Pos.    | Joueur        | Date de naissance et âge | Sélec. | Club        |
| --- | ------- | ------------- | ------------------------ | ------ | ----------- |
| 1   | Gardien | Ángel Comizzo | 27 avril 1962            |        | River Plate |

 *À la suite d'une fracture du tibia et de la fibula, l'équipe argentine est autorisée à remplacer son gardien de but Nery Pumpido. Ángel Comizzo rejoint l'équipe en tant que troisième gardien mais il ne joue pas et ne s'assoie pas sur le banc des remplaçants.

### Cameroun
Sélectionneur : Valeri Nepomniachi
| No. | Pos.      | Joueur              | Date de naissance et âge | Sélec. | Club                  |
| --- | --------- | ------------------- | ------------------------ | ------ | --------------------- |
| 1   | Gardien   | Joseph-Antoine Bell | 8 octobre 1954           |        | Girondins de Bordeaux |
| 2   | Défenseur | André Kana-Biyik    | 1er septembre 1965       |        | FC Metz               |
| 3   | Défenseur | Jules Onana         | 12 juin 1964             |        | Canon Yaoundé         |
| 4   | Défenseur | Benjamin Massing    | 20 juin 1962             |        | US Créteil            |
| 5   | Défenseur | Bertin Ebwellé      | 11 septembre 1962        |        | Tonnerre Yaoundé      |
| 6   | Défenseur | Emmanuel Kundé      | 15 juillet 1956          |        | Prévoyance Yaoundé    |
| 7   | Attaquant | François Omam-Biyik | 21 mai 1966              |        | Stade lavallois       |
| 8   | Milieu    | Émile Mbouh         | 30 mai 1966              |        | Le Havre AC           |
| 9   | Attaquant | Roger Milla         | 20 mai 1952              |        | JS Saint-Pierroise    |
| 10  | Milieu    | Louis-Paul M'Fédé   | 26 février 1962          |        | Canon Yaoundé         |
| 11  | Attaquant | Eugène Ekéké        | 30 mai 1960              |        | US Valenciennes       |
| 12  | Défenseur | Alphonse Yombi      | 30 juin 1969             |        | Canon Yaoundé         |
| 13  | Défenseur | Jean-Claude Pagal   | 15 septembre 1964        |        | La Roche VF           |
| 14  | Défenseur | Stephen Tataw       | 31 mars 1963             |        | Tonnerre Yaoundé      |
| 15  | Milieu    | Thomas Libiih       | 17 novembre 1967         |        | Tonnerre Yaoundé      |
| 16  | Gardien   | Thomas Nkono        | 20 juillet 1956          |        | Espanyol Barcelone    |
| 17  | Défenseur | Victor Ndip         | 20 août 1967             |        | Canon Yaoundé         |
| 18  | Attaquant | Bonaventure Djonkep | 20 août 1961             |        | Union Douala          |
| 19  | Milieu    | Roger Feutmba       | 31 octobre 1968          |        | Union Douala          |
| 20  | Milieu    | Cyrille Makanaky    | 28 juin 1965             |        | SC Toulon             |
| 21  | Milieu    | Emmanuel Maboang    | 27 novembre 1968         |        | Canon Yaoundé         |
| 22  | Gardien   | Jacques Songo'o     | 17 mars 1964             |        | SC Toulon             |

### Roumanie
Sélectionneur : Emerich Jenei
| No. | Pos.      | Joueur           | Date de naissance et âge | Sélec. | Club                  |
| --- | --------- | ---------------- | ------------------------ | ------ | --------------------- |
| 1   | Gardien   | Silviu Lung      | 9 septembre 1956         | 65     | Steaua Bucarest       |
| 2   | Défenseur | Mircea Rednic    | 9 avril 1962             | 74     | Dinamo Bucarest       |
| 3   | Défenseur | Michael Klein    | 10 octobre 1959          | 78     | Dinamo Bucarest       |
| 4   | Défenseur | Ioan Andone      | 15 mars 1960             | 49     | Dinamo Bucarest       |
| 5   | Milieu    | Iosif Rotariu    | 27 septembre 1962        | 11     | Steaua Bucarest       |
| 6   | Défenseur | Gheorghe Popescu | 9 octobre 1967           | 18     | Universitatea Craiova |
| 7   | Attaquant | Marius Lăcătuş   | 5 avril 1964             | 38     | Steaua Bucarest       |
| 8   | Milieu    | Ioan Sabău       | 12 février 1968          | 21     | Dinamo Bucarest       |
| 9   | Attaquant | Rodion Cămătaru  | 22 juin 1958             | 74     | Royal Charleroi SC    |
| 10  | Milieu    | Gheorghe Hagi    | 5 février 1965           | 59     | Steaua Bucarest       |
| 11  | Milieu    | Dănuţ Lupu       | 27 février 1967          | 7      | Dinamo Bucarest       |
| 12  | Gardien   | Bogdan Stelea    | 5 décembre 1967          | 3      | Dinamo Bucarest       |
| 13  | Défenseur | Adrian Popescu   | 26 juin 1960             | 1      | Universitatea Craiova |
| 14  | Attaquant | Florin Răducioiu | 17 mars 1970             | 3      | Dinamo Bucarest       |
| 15  | Milieu    | Dorin Mateuţ     | 5 août 1965              | 45     | Dinamo Bucarest       |
| 16  | Milieu    | Daniel Timofte   | 1er octobre 1967         | 4      | Dinamo Bucarest       |
| 17  | Attaquant | Ilie Dumitrescu  | 6 janvier 1969           | 9      | Steaua Bucarest       |
| 18  | Attaquant | Gavril Balint    | 3 janvier 1963           | 24     | Steaua Bucarest       |
| 19  | Défenseur | Emil Săndoi      | 1er mars 1965            | 8      | Universitatea Craiova |
| 20  | Milieu    | Zsolt Muzsnay    | 20 août 1965             | 6      | Steaua Bucarest       |
| 21  | Milieu    | Ioan Lupescu     | 9 décembre 1968          | 4      | Dinamo Bucarest       |
| 22  | Gardien   | Gheorghe Liliac  | 22 avril 1959            | 2      | FC Petrolul Ploiești  |

### URSS
Sélectionneur : Valeri Lobanovski
| No. | Pos.      | Joueur                | Date de naissance et âge | Sélec. | Club              |
| --- | --------- | --------------------- | ------------------------ | ------ | ----------------- |
| 1   | Gardien   | Rinat Dasaev          | 13 juin 1957             | 90     | Séville FC        |
| 2   | Défenseur | Volodymyr Bezsonov    | 5 mars 1958              | 77     | Dynamo Kiev       |
| 3   | Défenseur | Vagiz Khidyatulline   | 3 mars 1959              | 55     | Toulouse FC       |
| 4   | Défenseur | Oleg Kuznetsov        | 22 mars 1963             | 49     | Dynamo Kiev       |
| 5   | Défenseur | Anatoli Demyanenko    | 19 février 1959          | 79     | Dynamo Kiev       |
| 6   | Milieu    | Vasyl Rats            | 25 avril 1961            | 46     | Dynamo Kiev       |
| 7   | Milieu    | Sergueï Aleinikov     | 7 novembre 1961          | 61     | Juventus Turin    |
| 8   | Milieu    | Hennadyy Litovchenko  | 11 septembre 1963        | 54     | Dynamo Kiev       |
| 9   | Milieu    | Oleksandr Zavarov     | 20 avril 1961            | 38     | Juventus Turin    |
| 10  | Attaquant | Oleh Protasov         | 4 février 1964           | 60     | Dynamo Kiev       |
| 11  | Attaquant | Igor Dobrovolski      | 27 août 1967             | 13     | Dynamo Moscou     |
| 12  | Milieu    | Aleksandr Borodiouk   | 30 novembre 1962         | 5      | FC Schalke 04     |
| 13  | Défenseur | Akhrik Tsveiba        | 10 septembre 1966        | 3      | Dynamo Kiev       |
| 14  | Attaquant | Vladimir Lioutyi      | 24 avril 1962            | 2      | FC Schalke 04     |
| 15  | Milieu    | Ivan Yaremchuk        | 19 mars 1962             | 16     | Dynamo Kiev       |
| 16  | Gardien   | Viktor Chanov         | 21 juillet 1959          | 21     | Dynamo Kiev       |
| 17  | Milieu    | Andreï Zygmantovitch  | 2 décembre 1962          | 34     | Dynamo Minsk      |
| 18  | Milieu    | Igor Chalimov         | 2 février 1969           | 0      | Spartak Moscou    |
| 19  | Défenseur | Sergueï Fokine        | 26 juillet 1961          | 3      | CSKA Moscou       |
| 20  | Défenseur | Sergueï Gorloukovitch | 18 novembre 1961         | 15     | Borussia Dortmund |
| 21  | Milieu    | Valeri Broshine       | 19 octobre 1962          | 2      | CSKA Moscou       |
| 22  | Gardien   | Aleksandr Ouvarov     | 13 janvier 1960          | 1      | Dynamo Moscou     |

## Groupe C

### Brésil
Sélectionneur : Sebastião Lazaroni
| No. | Pos.      | Joueur           | Date de naissance et âge | Sélec. | Club                   |
| --- | --------- | ---------------- | ------------------------ | ------ | ---------------------- |
| 1   | Gardien   | Cláudio Taffarel | 8 mai 1966               |        | SC Internacional       |
| 2   | Défenseur | Jorginho         | 17 août 1964             |        | Bayer Leverkusen       |
| 3   | Défenseur | Ricardo          | 13 décembre 1964         |        | Benfica Lisbonne       |
| 4   | Milieu    | Dunga            | 31 octobre 1963          |        | Fiorentina             |
| 5   | Milieu    | Alemão           | 22 novembre 1961         |        | SSC Naples             |
| 6   | Défenseur | Branco           | 4 avril 1964             |        | FC Porto               |
| 7   | Milieu    | Bismarck         | 11 septembre 1969        |        | CR Vasco da Gama       |
| 8   | Milieu    | Valdo            | 12 janvier 1964          |        | Benfica Lisbonne       |
| 9   | Attaquant | Careca           | 5 octobre 1960           |        | SSC Naples             |
| 10  | Milieu    | Paulo Silas      | 27 août 1965             |        | Sporting de Lisbonne   |
| 11  | Attaquant | Romário          | 29 janvier 1966          |        | PSV Eindhoven          |
| 12  | Gardien   | Acácio           | 20 janvier 1959          |        | CR Vasco da Gama       |
| 13  | Défenseur | Carlos Mozer     | 19 septembre 1960        |        | Olympique de Marseille |
| 14  | Défenseur | Aldair           | 30 novembre 1965         |        | Benfica Lisbonne       |
| 15  | Attaquant | Müller           | 31 janvier 1966          |        | Torino                 |
| 16  | Attaquant | Bebeto           | 16 février 1964          |        | CR Vasco da Gama       |
| 17  | Attaquant | Renato Gaúcho    | 9 septembre 1962         |        | Flamengo               |
| 18  | Défenseur | Mazinho          | 8 avril 1966             |        | CR Vasco da Gama       |
| 19  | Défenseur | Ricardo Rocha    | 11 septembre 1962        |        | São Paulo FC           |
| 20  | Milieu    | Tita             | 1er avril 1958           |        | Vasco da Gama          |
| 21  | Défenseur | Mauro Galvão     | 19 décembre 1961         |        | Botafogo FR            |
| 22  | Gardien   | Zé Carlos        | 7 février 1962           |        | Flamengo               |

### Costa Rica
Sélectionneur : Bora Milutinović
| No. | Pos.      | Joueur              | Date de naissance et âge | Sélec. | Club               |
| --- | --------- | ------------------- | ------------------------ | ------ | ------------------ |
| 1   | Gardien   | Luis Gabelo Conejo  | 1er janvier 1960         |        | AD Ramonense       |
| 2   | Défenseur | Vladimir Quesada    | 12 mai 1966              |        | Deportivo Saprissa |
| 3   | Défenseur | Róger Flores        | 26 mai 1959              |        | Deportivo Saprissa |
| 4   | Défenseur | Rónald González     | 8 août 1970              |        | Deportivo Saprissa |
| 5   | Défenseur | Marvin Obando       | 4 avril 1960             |        | CS Herediano       |
| 6   | Milieu    | José Carlos Chaves  | 3 septembre 1958         |        | LD Alajuelense     |
| 7   | Attaquant | Hernán Medford      | 23 mai 1968              |        | Deportivo Saprissa |
| 8   | Milieu    | Germán Chavarría    | 19 mars 1958             |        | CS Herediano       |
| 9   | Milieu    | Alexandre Guimarães | 7 novembre 1959          |        | Deportivo Saprissa |
| 10  | Milieu    | Oscar Ramírez       | 8 décembre 1964          |        | LD Alajuelense     |
| 11  | Attaquant | Claudio Jara        | 6 mai 1959               |        | CS Herediano       |
| 12  | Milieu    | Róger Gómez         | 7 février 1965           |        | CS Cartaginés      |
| 13  | Milieu    | Miguel Davis        | 18 juin 1966             |        | LD Alajuelense     |
| 14  | Milieu    | Juan Cayasso        | 24 juin 1961             |        | Deportivo Saprissa |
| 15  | Défenseur | Rónald Marín        | 2 novembre 1962          |        | CS Herediano       |
| 16  | Attaquant | José Jaikel         | 3 avril 1966             |        | Deportivo Saprissa |
| 17  | Milieu    | Roy Myers           | 13 avril 1969            |        | AD Limonense       |
| 18  | Défenseur | Geovanny Jara       | 2 juillet 1969           |        | CS Herediano       |
| 19  | Défenseur | Héctor Marchena     | 4 janvier 1965           |        | CS Cartaginés      |
| 20  | Défenseur | Mauricio Montero    | 19 octobre 1963          |        | LD Alajuelense     |
| 21  | Gardien   | Hermidio Barrantes  | 2 septembre 1964         |        | ADM Puntarenas     |
| 22  | Gardien   | Miguel Segura       | 2 septembre 1963         |        | Deportivo Saprissa |

### Écosse
Sélectionneur : Andy Roxburgh
| No. | Pos.      | Joueur           | Date de naissance et âge | Sélec. | Club                |
| --- | --------- | ---------------- | ------------------------ | ------ | ------------------- |
| 1   | Gardien   | Jim Leighton     | 24 juillet 1958          | 55     | Manchester United   |
| 2   | Défenseur | Alex McLeish     | 21 janvier 1959          | 69     | Aberdeen            |
| 3   | Défenseur | Roy Aitken       | 24 novembre 1958         | 53     | Newcastle United    |
| 4   | Défenseur | Richard Gough    | 5 avril 1962             | 49     | Glasgow Rangers     |
| 5   | Milieu    | Paul McStay      | 22 octobre 1964          | 46     | Celtic Glasgow      |
| 6   | Défenseur | Maurice Malpas   | 3 août 1962              | 34     | Dundee United       |
| 7   | Attaquant | Mo Johnston      | 13 avril 1963            | 33     | Glasgow Rangers     |
| 8   | Milieu    | Jim Bett         | 25 novembre 1959         | 24     | Aberdeen            |
| 9   | Attaquant | Ally McCoist     | 24 septembre 1962        | 23     | Glasgow Rangers     |
| 10  | Milieu    | Murdo MacLeod    | 24 septembre 1958        | 14     | Borussia Dortmund   |
| 11  | Défenseur | Gary Gillespie   | 5 juillet 1960           | 11     | Liverpool           |
| 12  | Gardien   | Andy Goram       | 13 avril 1964            | 9      | Hibernian           |
| 13  | Attaquant | Gordon Durie     | 6 décembre 1965          | 6      | Chelsea             |
| 14  | Attaquant | Alan McInally    | 10 février 1963          | 7      | Bayern Munich       |
| 15  | Défenseur | Craig Levein     | 22 octobre 1964          | 5      | Heart of Midlothian |
| 16  | Milieu    | Stuart McCall    | 10 juin 1964             | 5      | Everton             |
| 17  | Défenseur | Stewart McKimmie | 27 octobre 1962          | 4      | Aberdeen            |
| 18  | Milieu    | John Collins     | 31 janvier 1968          | 4      | Hibernian           |
| 19  | Défenseur | Dave McPherson   | 28 janvier 1964          | 4      | Heart of Midlothian |
| 20  | Milieu    | Gary McAllister  | 25 décembre 1964         | 3      | Leicester City      |
| 21  | Attaquant | Robert Fleck     | 11 août 1965             | 1      | Norwich City        |
| 22  | Gardien   | Bryan Gunn       | 22 décembre 1963         | 1      | Norwich City        |

 *Les numéros des joueurs écossais s'accordent de manière décroissante avec leur nombre de sélection. Seul Jim Leighton conserve le numéro 1, traditionnel au gardien de but.

### Suède
Sélectionneur : Olle Nordin
| No. | Pos.      | Joueur            | Date de naissance et âge | Sélec. | Club                |
| --- | --------- | ----------------- | ------------------------ | ------ | ------------------- |
| 1   | Gardien   | Sven Andersson    | 6 octobre 1963           |        | Örgryte IS          |
| 2   | Défenseur | Jan Eriksson      | 24 août 1967             |        | AIK Solna           |
| 3   | Défenseur | Glenn Hysén       | 30 octobre 1959          |        | Liverpool           |
| 4   | Défenseur | Peter Larsson     | 8 mars 1961              |        | Ajax Amsterdam      |
| 5   | Défenseur | Roger Ljung       | 8 janvier 1966           |        | Young Boys de Berne |
| 6   | Défenseur | Roland Nilsson    | 27 novembre 1963         |        | Sheffield Wednesday |
| 7   | Milieu    | Niklas Nyhlén     | 21 mars 1966             |        | Malmö FF            |
| 8   | Milieu    | Stefan Schwarz    | 18 avril 1969            |        | Malmö FF            |
| 9   | Milieu    | Leif Engqvist     | 30 juillet 1962          |        | Malmö FF            |
| 10  | Milieu    | Klas Ingesson     | 20 août 1968             |        | IFK Göteborg        |
| 11  | Milieu    | Ulrik Jansson     | 2 février 1968           |        | Östers IF           |
| 12  | Gardien   | Lars Eriksson     | 21 septembre 1965        |        | IFK Norrköping      |
| 13  | Milieu    | Anders Limpar     | 24 septembre 1965        |        | US Cremonese        |
| 14  | Milieu    | Joakim Nilsson    | 31 mars 1966             |        | Malmö FF            |
| 15  | Milieu    | Glenn Strömberg   | 5 janvier 1960           |        | Atalanta Bergame    |
| 16  | Milieu    | Jonas Thern       | 20 mars 1967             |        | Benfica Lisbonne    |
| 17  | Attaquant | Tomas Brolin      | 29 novembre 1969         |        | IFK Norrköping      |
| 18  | Attaquant | Johnny Ekström    | 5 mars 1965              |        | AS Cannes           |
| 19  | Défenseur | Mats Gren         | 20 décembre 1963         |        | Grasshopper Zurich  |
| 20  | Attaquant | Mats Magnusson    | 10 juillet 1963          |        | Benfica Lisbonne    |
| 21  | Attaquant | Stefan Pettersson | 22 mars 1963             |        | Ajax Amsterdam      |
| 22  | Gardien   | Thomas Ravelli    | 13 août 1959             |        | IFK Göteborg        |

## Groupe D

### Colombie
Sélectionneur : Francisco Maturana
| No. | Pos.      | Joueur                | Date de naissance et âge | Sélec. | Club                   |
| --- | --------- | --------------------- | ------------------------ | ------ | ---------------------- |
| 1   | Gardien   | René Higuita          | 27 août 1966             |        | Atlético Nacional      |
| 2   | Défenseur | Andrés Escobar        | 13 mars 1967             |        | Young Boys de Berne    |
| 3   | Défenseur | Gildardo Gómez        | 13 octobre 1963          |        | Atlético Nacional      |
| 4   | Défenseur | Luis Fernando Herrera | 12 juin 1962             |        | Atlético Nacional      |
| 5   | Milieu    | León Villa            | 12 janvier 1960          |        | Atlético Nacional      |
| 6   | Défenseur | José Ricardo Pérez    | 24 octobre 1963          |        | Atlético Nacional      |
| 7   | Attaquant | Carlos Estrada        | 1er novembre 1961        |        | Los Millonarios        |
| 8   | Milieu    | Gabriel Gómez         | 8 décembre 1959          |        | Independiente Medellín |
| 9   | Attaquant | Miguel Guerrero       | 7 septembre 1967         |        | América Cali           |
| 10  | Milieu    | Carlos Valderrama     | 2 septembre 1961         |        | Montpellier HSC        |
| 11  | Milieu    | Bernardo Redín        | 26 février 1963          |        | Deportivo Cali         |
| 12  | Gardien   | Eduardo Niño          | 8 août 1967              |        | Independiente Santa Fe |
| 13  | Défenseur | Carlos Hoyos          | 28 février 1962          |        | Junior de Barranquilla |
| 14  | Milieu    | Leonel Álvarez        | 29 juillet 1965          |        | Atlético Nacional      |
| 15  | Défenseur | Luis Carlos Perea     | 29 décembre 1963         |        | Atlético Nacional      |
| 16  | Attaquant | Arnoldo Iguarán       | 18 janvier 1957          |        | Los Millonarios        |
| 17  | Défenseur | Geovanis Cassiani     | 10 janvier 1970          |        | Los Millonarios        |
| 18  | Défenseur | Wilmer Cabrera        | 15 septembre 1967        |        | América Cali           |
| 19  | Milieu    | Freddy Rincón         | 14 août 1966             |        | América Cali           |
| 20  | Milieu    | Luis Fajardo          | 18 août 1963             |        | Atlético Nacional      |
| 21  | Défenseur | Alexis Mendoza        | 8 novembre 1961          |        | Junior de Barranquilla |
| 22  | Attaquant | Rubén Darío Hernández | 19 février 1965          |        | Los Millonarios        |

### Émirats arabes unis
Sélectionneur : Carlos Alberto Parreira
| No. | Pos.      | Joueur                | Date de naissance et âge | Sélec. | Club              |
| --- | --------- | --------------------- | ------------------------ | ------ | ----------------- |
| 1   | Gardien   | Abdullah Musa         | 2 mars 1958              |        | Al-Ahli Dubaï     |
| 2   | Défenseur | Khalil Ghanim         | 12 novembre 1964         |        | Al-Khaleej SCC    |
| 3   | Milieu    | Ali Thani             | 18 août 1968             |        | Sharjah SC        |
| 4   | Défenseur | Mubarak Ghanim        | 3 septembre 1963         |        | Al-Khaleej SCC    |
| 5   | Milieu    | Abdullah Sultan       | 1er octobre 1963         |        | Al-Khaleej SCC    |
| 6   | Défenseur | Abdulrahman Mohamed   | 1er octobre 1963         |        | Al Nasr Dubaï     |
| 7   | Attaquant | Fahad Khamees         | 24 janvier 1962          |        | Al Wasl Dubaï     |
| 8   | Milieu    | Khalid Ismaïl         | 7 juillet 1965           |        | Al Nasr Dubaï     |
| 9   | Attaquant | Abdulaziz Mohamed     | 12 décembre 1965         |        | Sharjah SC        |
| 10  | Attaquant | Adnan Al-Talyani      | 30 octobre 1964          |        | Al Sha'ab Sharjah |
| 11  | Attaquant | Zuhair Bakhit         | 13 juillet 1967          |        | Al Wasl Dubaï     |
| 12  | Attaquant | Hussain Ghuloum       | 24 septembre 1969        |        | Sharjah SC        |
| 13  | Milieu    | Hassan Mohamed        | 23 août 1962             |        | Al Wasl Dubaï     |
| 14  | Milieu    | Nasir Khamees         | 2 août 1965              |        | Al Wasl Dubaï     |
| 15  | Défenseur | Ibrahim Meer          | 16 juillet 1967          |        | Sharjah SC        |
| 16  | Défenseur | Mohamed Salim         | 13 janvier 1968          |        | Al-Ahli Dubaï     |
| 17  | Gardien   | Muhsin Musabah        | 1er octobre 1964         |        | Sharjah SC        |
| 18  | Milieu    | Fahad Abdulrahman     | 10 octobre 1962          |        | Al Wasl Dubaï     |
| 19  | Défenseur | Eissa Meer            | 16 juillet 1967          |        | Sharjah SC        |
| 20  | Défenseur | Yousuf Hussain        | 8 juillet 1965           |        | Sharjah SC        |
| 21  | Défenseur | Abdulrahman Al-Haddad | 23 mars 1966             |        | Sharjah SC        |
| 22  | Gardien   | Abdulqadir Hassan     | 15 avril 1962            |        | Al Shabab Dubaï   |

### Allemagne de l'Ouest
Sélectionneur : Franz Beckenbauer
| No. | Pos.      | Joueur            | Date de naissance et âge | Sélec. | Club                |
| --- | --------- | ----------------- | ------------------------ | ------ | ------------------- |
| 1   | Gardien   | Bodo Illgner      | 7 avril 1967             | 15     | FC Cologne          |
| 2   | Défenseur | Stefan Reuter     | 16 octobre 1966          | 16     | Bayern Munich       |
| 3   | Défenseur | Andreas Brehme    | 9 novembre 1960          | 51     | Inter Milan         |
| 4   | Défenseur | Jürgen Kohler     | 6 octobre 1965           | 27     | Bayern Munich       |
| 5   | Défenseur | Klaus Augenthaler | 26 septembre 1957        | 20     | Bayern Munich       |
| 6   | Défenseur | Guido Buchwald    | 24 janvier 1961          | 32     | VfB Stuttgart       |
| 7   | Milieu    | Pierre Littbarski | 16 avril 1960            | 67     | FC Cologne          |
| 8   | Milieu    | Thomas Häßler     | 30 mai 1966              | 12     | FC Cologne          |
| 9   | Attaquant | Rudi Völler       | 13 avril 1960            | 63     | AS Rome             |
| 10  | Milieu    | Lothar Matthäus   | 21 mars 1961             | 74     | Inter Milan         |
| 11  | Attaquant | Frank Mill        | 23 juillet 1958          | 17     | Borussia Dortmund   |
| 12  | Gardien   | Raimond Aumann    | 12 octobre 1963          | 3      | Bayern Munich       |
| 13  | Attaquant | Karl-Heinz Riedle | 16 septembre 1965        | 6      | Werder Brême        |
| 14  | Défenseur | Thomas Berthold   | 12 novembre 1964         | 35     | AS Rome             |
| 15  | Milieu    | Uwe Bein          | 26 septembre 1960        | 6      | Eintracht Francfort |
| 16  | Défenseur | Paul Steiner      | 23 janvier 1957          | 1      | FC Cologne          |
| 17  | Milieu    | Andreas Möller    | 2 septembre 1967         | 10     | Borussia Dortmund   |
| 18  | Attaquant | Jürgen Klinsmann  | 30 juillet 1964          | 18     | Inter Milan         |
| 19  | Défenseur | Hans Pflügler     | 27 mars 1960             | 10     | Bayern Munich       |
| 20  | Milieu    | Olaf Thon         | 1er mai 1966             | 33     | Bayern Munich       |
| 21  | Milieu    | Günter Hermann    | 5 décembre 1960          | 2      | Werder Brême        |
| 22  | Gardien   | Andreas Köpke     | 12 mars 1962             | 1      | FC Nuremberg        |

### Yougoslavie
Sélectionneur : Ivica Osim
| No. | Pos.      | Joueur              | Date de naissance et âge | Sélec. | Club                     |
| --- | --------- | ------------------- | ------------------------ | ------ | ------------------------ |
| 1   | Gardien   | Tomislav Ivković    | 11 août 1960             | 26     | Sporting de Lisbonne     |
| 2   | Défenseur | Vujadin Stanojković | 10 septembre 1963        | 16     | Partizan Belgrade        |
| 3   | Défenseur | Predrag Spasić      | 29 septembre 1965        | 18     | Partizan Belgrade        |
| 4   | Défenseur | Zoran Vulić         | 4 octobre 1961           | 15     | RCD Majorque             |
| 5   | Défenseur | Faruk Hadžibegić    | 7 octobre 1957           | 45     | FC Sochaux               |
| 6   | Défenseur | Davor Jozić         | 22 septembre 1960        | 17     | AC Césène                |
| 7   | Milieu    | Dragoljub Brnović   | 2 novembre 1963          | 20     | FC Metz                  |
| 8   | Milieu    | Safet Sušić         | 13 avril 1955            | 47     | Paris Saint-Germain      |
| 9   | Attaquant | Darko Pančev        | 7 septembre 1965         | 14     | Étoile rouge de Belgrade |
| 10  | Milieu    | Dragan Stojković    | 3 mars 1965              | 33     | Étoile rouge de Belgrade |
| 11  | Attaquant | Zlatko Vujović      | 26 août 1958             | 63     | Paris Saint-Germain      |
| 12  | Gardien   | Fahrudin Omerović   | 26 août 1961             | 0      | Partizan Belgrade        |
| 13  | Milieu    | Srečko Katanec      | 16 juillet 1963          | 26     | Sampdoria de Gênes       |
| 14  | Attaquant | Alen Bokšić         | 21 janvier 1970          | 0      | Hajduk Split             |
| 15  | Milieu    | Robert Prosinečki   | 12 janvier 1969          | 7      | Étoile rouge de Belgrade |
| 16  | Milieu    | Refik Šabanadžović  | 2 août 1965              | 4      | Étoile rouge de Belgrade |
| 17  | Milieu    | Robert Jarni        | 26 octobre 1968          | 1      | Hajduk Split             |
| 18  | Défenseur | Mirsad Baljić       | 4 mars 1962              | 28     | FC Sion                  |
| 19  | Milieu    | Dejan Savićević     | 15 septembre 1966        | 13     | Étoile rouge de Belgrade |
| 20  | Attaquant | Davor Šuker         | 1er janvier 1968         | 0      | Dinamo Zagreb            |
| 21  | Défenseur | Andrej Panadić      | 9 mars 1969              | 3      | Dinamo Zagreb            |
| 22  | Gardien   | Dragoje Leković     | 21 novembre 1967         | 3      | Budućnost Titograd       |

## Groupe E

### Belgique
Sélectionneur : Guy Thys
| No. | Pos.      | Joueur                | Date de naissance et âge | Sélec. | Club              |
| --- | --------- | --------------------- | ------------------------ | ------ | ----------------- |
| 1   | Gardien   | Michel Preud'homme    | 24 janvier 1959          |        | KV Malines        |
| 2   | Défenseur | Eric Gerets           | 18 mai 1954              |        | PSV Eindhoven     |
| 3   | Défenseur | Philippe Albert       | 10 août 1967             |        | KV Malines        |
| 4   | Défenseur | Lei Clijsters         | 6 novembre 1956          |        | KV Malines        |
| 5   | Milieu    | Bruno Versavel        | 27 août 1967             |        | KV Malines        |
| 6   | Milieu    | Marc Emmers           | 25 février 1966          |        | KV Malines        |
| 7   | Défenseur | Stéphane Demol        | 11 mars 1966             |        | FC Porto          |
| 8   | Milieu    | Franky Van Der Elst   | 30 avril 1961            |        | FC Bruges         |
| 9   | Attaquant | Marc Degryse          | 4 septembre 1965         |        | RSC Anderlecht    |
| 10  | Milieu    | Enzo Scifo            | 19 février 1966          |        | AJ Auxerre        |
| 11  | Milieu    | Jan Ceulemans         | 28 février 1957          |        | FC Bruges         |
| 12  | Gardien   | Gilbert Bodart        | 2 septembre 1962         |        | Standard de Liège |
| 13  | Défenseur | Georges Grün          | 25 janvier 1962          |        | RSC Anderlecht    |
| 14  | Attaquant | Nico Claesen          | 7 octobre 1962           |        | Royal Antwerp     |
| 15  | Défenseur | Jean-François De Sart | 18 décembre 1961         |        | RFC Liège         |
| 16  | Défenseur | Michel De Wolf        | 19 janvier 1958          |        | KV Courtrai       |
| 17  | Défenseur | Pascal Plovie         | 7 mai 1965               |        | FC Bruges         |
| 18  | Milieu    | Lorenzo Staelens      | 30 avril 1964            |        | FC Bruges         |
| 19  | Attaquant | Marc Van Der Linden   | 4 février 1964           |        | RSC Anderlecht    |
| 20  | Gardien   | Filip De Wilde        | 5 juillet 1964           |        | RSC Anderlecht    |
| 21  | Milieu    | Marc Wilmots          | 22 février 1969          |        | KV Malines        |
| 22  | Milieu    | Patrick Vervoort      | 17 janvier 1965          |        | RSC Anderlecht    |

### Corée du Sud
Sélectionneur : Lee Hoe-taik
| No. | Pos.      | Joueur          | Date de naissance et âge | Sélec. | Club                   |
| --- | --------- | --------------- | ------------------------ | ------ | ---------------------- |
| 1   | Gardien   | Kim Poong-joo   | 1er octobre 1961         |        | Daewoo Royals          |
| 2   | Défenseur | Park Kyung-hoon | 19 janvier 1961          |        | POSCO Atoms            |
| 3   | Défenseur | Choi Kang-hee   | 12 avril 1959            |        | Hyundai Horang-i       |
| 4   | Défenseur | Yoon Deok-yeo   | 25 mars 1961             |        | Hyundai Horang-i       |
| 5   | Défenseur | Chung Yong-hwan | 10 février 1960          |        | Daewoo Royals          |
| 6   | Attaquant | Lee Tae-ho      | 29 janvier 1961          |        | Daewoo Royals          |
| 7   | Milieu    | Noh Soo-jin     | 10 février 1962          |        | Yukong Elephants       |
| 8   | Attaquant | Chung Hae-won   | 1er juillet 1959         |        | Daewoo Royals          |
| 9   | Milieu    | Hwangbo Kwan    | 1er mars 1965            |        | Yukong Elephants       |
| 10  | Attaquant | Lee Sang-yoon   | 10 avril 1969            |        | Ilhwa Chunma           |
| 11  | Attaquant | Byun Byung-joo  | 26 avril 1961            |        | Hyundai Horang-i       |
| 12  | Milieu    | Lee Heung-sil   | 10 juillet 1961          |        | POSCO Atoms            |
| 13  | Défenseur | Chung Jong-soo  | 27 mars 1961             |        | Hyundai Horang-i       |
| 14  | Attaquant | Choi Soon-ho    | 10 janvier 1961          |        | Lucky-Goldstar Hwangso |
| 15  | Défenseur | Cho Min-kook    | 5 juillet 1963           |        | Lucky-Goldstar Hwangso |
| 16  | Milieu    | Kim Joo-sung    | 17 janvier 1966          |        | Daewoo Royals          |
| 17  | Défenseur | Gu Sang-bum     | 15 juin 1964             |        | Lucky-Goldstar Hwangso |
| 18  | Attaquant | Hwang Sun-hong  | 14 juillet 1968          |        | Université de Konkuk   |
| 19  | Gardien   | Jeong Gi-dong   | 13 mai 1961              |        | POSCO Atoms            |
| 20  | Défenseur | Hong Myung-bo   | 12 février 1969          |        | Université de Corée    |
| 21  | Gardien   | Choi In-young   | 5 mars 1962              |        | Hyundai Horang-i       |
| 22  | Milieu    | Lee Young-jin   | 27 octobre 1963          |        | Lucky-Goldstar Hwangso |

### Espagne
Sélectionneur : Luis Suárez
| No. | Pos.      | Joueur                 | Date de naissance et âge | Sélec. | Club              |
| --- | --------- | ---------------------- | ------------------------ | ------ | ----------------- |
| 1   | Gardien   | Andoni Zubizarreta     | 23 octobre 1961          | 49     | FC Barcelone      |
| 2   | Défenseur | Chendo                 | 12 octobre 1961          | 17     | Real de Madrid    |
| 3   | Défenseur | Manuel Jiménez         | 21 janvier 1964          | 13     | Séville FC        |
| 4   | Défenseur | Genar Andrinúa         | 9 mai 1964               | 24     | Athletic Bilbao   |
| 5   | Défenseur | Manuel Sanchís         | 23 mai 1965              | 30     | Real de Madrid    |
| 6   | Milieu    | Rafael Martín Vázquez  | 25 septembre 1965        | 22     | Real de Madrid    |
| 7   | Attaquant | Miguel Pardeza         | 8 février 1965           | 4      | Real Saragosse    |
| 8   | Défenseur | Quique                 | 2 février 1965           | 11     | Valence CF        |
| 9   | Attaquant | Emilio Butragueño      | 22 juillet 1963          | 49     | Real de Madrid    |
| 10  | Milieu    | Fernando               | 11 septembre 1965        | 2      | Valence CF        |
| 11  | Milieu    | Francisco Villarroya   | 6 août 1966              | 7      | Real Saragosse    |
| 12  | Défenseur | Rafael Alkorta         | 16 septembre 1968        | 1      | Athletic Bilbao   |
| 13  | Gardien   | Juan Carlos Ablanedo   | 2 septembre 1963         | 2      | Sporting de Gijón |
| 14  | Défenseur | Alberto Górriz         | 16 février 1958          | 8      | Real Sociedad     |
| 15  | Milieu    | Roberto                | 5 juillet 1962           | 22     | FC Barcelone      |
| 16  | Milieu    | José Mari Bakero       | 11 février 1963          | 11     | FC Barcelone      |
| 17  | Milieu    | Fernando Hierro        | 23 mars 1968             | 2      | Real de Madrid    |
| 18  | Milieu    | Rafael Paz             | 2 août 1965              | 3      | Séville FC        |
| 19  | Attaquant | Julio Salinas          | 11 septembre 1962        | 26     | FC Barcelone      |
| 20  | Attaquant | Manolo                 | 17 janvier 1965          | 13     | Atlético Madrid   |
| 21  | Milieu    | Míchel                 | 23 mars 1963             | 44     | Real de Madrid    |
| 22  | Gardien   | José Manuel Ochotorena | 16 janvier 1961          | 1      | Valence CF        |

### Uruguay
Sélectionneur : Óscar Tabárez
| No. | Pos.      | Joueur               | Date de naissance et âge | Sélec. | Club                   |
| --- | --------- | -------------------- | ------------------------ | ------ | ---------------------- |
| 1   | Gardien   | Fernando Alvez       | 4 septembre 1959         |        | Peñarol Montevideo     |
| 2   | Défenseur | Nelson Gutiérrez     | 13 avril 1962            |        | Hellas Vérone          |
| 3   | Défenseur | Hugo de León         | 27 février 1958          |        | River Plate            |
| 4   | Défenseur | José Oscar Herrera   | 17 juin 1965             |        | UE Figueres            |
| 5   | Milieu    | José Perdomo         | 5 janvier 1965           |        | Genoa                  |
| 6   | Défenseur | Alfonso Domínguez    | 24 septembre 1965        |        | Peñarol Montevideo     |
| 7   | Attaquant | Antonio Alzamendi    | 7 juin 1956              |        | CD Logroñés            |
| 8   | Milieu    | Santiago Ostolaza    | 10 juillet 1962          |        | CD Cruz Azul           |
| 9   | Milieu    | Enzo Francescoli     | 12 novembre 1961         |        | Olympique de Marseille |
| 10  | Milieu    | Rubén Paz            | 8 août 1959              |        | Genoa                  |
| 11  | Attaquant | Rubén Sosa           | 25 avril 1966            |        | Lazio de Rome          |
| 12  | Gardien   | Eduardo Pereira      | 21 mars 1954             |        | CA Independiente       |
| 13  | Défenseur | Felipe Revelez       | 30 septembre 1959        |        | Nacional Montevideo    |
| 14  | Défenseur | José Pintos Saldanha | 25 mars 1964             |        | Nacional Montevideo    |
| 15  | Milieu    | Gabriel Correa       | 13 janvier 1968          |        | Peñarol Montevideo     |
| 16  | Milieu    | Pablo Bengoechea     | 27 juin 1965             |        | Séville FC             |
| 17  | Attaquant | Sergio Martínez      | 15 février 1969          |        | Defensor SC            |
| 18  | Attaquant | Carlos Aguilera      | 21 septembre 1964        |        | Genoa                  |
| 19  | Attaquant | Daniel Fonseca       | 13 septembre 1969        |        | Nacional Montevideo    |
| 20  | Milieu    | Rubén Pereira        | 28 janvier 1968          |        | Danubio FC             |
| 21  | Milieu    | William Castro       | 22 mai 1962              |        | Nacional Montevideo    |
| 22  | Gardien   | Adolfo Zeoli         | 2 mai 1962               |        | Danubio FC             |

## Groupe F

### Égypte
Sélectionneur : Mahmoud El-Gohary
| No. | Pos.      | Joueur           | Date de naissance et âge | Sélec. | Club              |
| --- | --------- | ---------------- | ------------------------ | ------ | ----------------- |
| 1   | Gardien   | Ahmed Shobair    | 28 septembre 1960        |        | Al Ahly           |
| 2   | Défenseur | Ibrahim Hassan   | 10 août 1966             |        | Al Ahly           |
| 3   | Défenseur | Rabie Yassin     | 7 septembre 1960         |        | Al Ahly           |
| 4   | Défenseur | Hany Ramzy       | 10 mars 1969             |        | Al Ahly           |
| 5   | Défenseur | Hesham Yakan     | 10 août 1962             |        | Zamalek           |
| 6   | Défenseur | Ashraf Kasem     | 25 juillet 1966          |        | Zamalek           |
| 7   | Milieu    | Ismail Youssef   | 28 juin 1964             |        | Zamalek           |
| 8   | Milieu    | Magdi Abdelghani | 27 juillet 1959          |        | SC Beira-Mar      |
| 9   | Attaquant | Hossam Hassan    | 10 août 1966             |        | Al Ahly           |
| 10  | Milieu    | Gamal Abdelhamid | 24 novembre 1957         |        | Zamalek           |
| 11  | Milieu    | Tarek Soliman    | 24 janvier 1962          |        | Al-Masry          |
| 12  | Milieu    | Taher Abouzaid   | 10 avril 1962            |        | Al Ahly           |
| 13  | Défenseur | Ahmed Ramzy      | 25 octobre 1965          |        | Zamalek           |
| 14  | Milieu    | Alaa Maihoub     | 19 janvier 1963          |        | Al Ahly           |
| 15  | Milieu    | Saber Eid        | 1er mai 1959             |        | Ghazl El Mahallah |
| 16  | Milieu    | Magdy Tolba      | 24 février 1964          |        | PAOK Salonique    |
| 17  | Attaquant | Ayman Shawky     | 9 décembre 1962          |        | Al Ahly           |
| 18  | Milieu    | Osama Oraby      | 22 janvier 1962          |        | Al Ahly           |
| 19  | Attaquant | Adel Abdelrahman | 11 décembre 1967         |        | Al Ahly           |
| 20  | Attaquant | Ahmed El Kass    | 8 juillet 1965           |        | Al Olympi         |
| 21  | Gardien   | Ayman Taher      | 7 janvier 1966           |        | Zamalek           |
| 22  | Gardien   | Sabet Al Batal   | 16 septembre 1953        |        | Al Ahly           |

### Angleterre
Sélectionneur : Bobby Robson
| No. | Pos.      | Joueur          | Date de naissance et âge | Sélec. | Club                   |
| --- | --------- | --------------- | ------------------------ | ------ | ---------------------- |
| 1   | Gardien   | Peter Shilton   | 18 septembre 1949        | 118    | Derby County           |
| 2   | Défenseur | Gary Stevens    | 27 mars 1963             | 39     | Glasgow Rangers        |
| 3   | Défenseur | Stuart Pearce   | 24 avril 1962            | 24     | Nottingham Forest      |
| 4   | Milieu    | Neil Webb       | 30 juillet 1962          | 24     | Manchester United      |
| 5   | Défenseur | Des Walker      | 26 novembre 1965         | 18     | Nottingham Forest      |
| 6   | Défenseur | Terry Butcher   | 28 décembre 1958         | 72     | Glasgow Rangers        |
| 7   | Milieu    | Bryan Robson    | 11 janvier 1957          | 85     | Manchester United      |
| 8   | Milieu    | Chris Waddle    | 14 décembre 1960         | 52     | Olympique de Marseille |
| 9   | Attaquant | Peter Beardsley | 18 janvier 1961          | 40     | Liverpool              |
| 10  | Attaquant | Gary Lineker    | 30 novembre 1960         | 51     | Tottenham              |
| 11  | Milieu    | John Barnes     | 7 novembre 1963          | 53     | Liverpool              |
| 12  | Défenseur | Paul Parker     | 4 avril 1964             | 5      | Queens Park Rangers    |
| 13  | Gardien   | Chris Woods     | 14 novembre 1959         | 16     | Glasgow Rangers        |
| 14  | Défenseur | Mark Wright     | 1er août 1963            | 24     | Derby County           |
| 15  | Défenseur | Tony Dorigo     | 31 décembre 1965         | 3      | Chelsea                |
| 16  | Milieu    | Steve McMahon   | 20 août 1961             | 12     | Liverpool              |
| 17  | Milieu    | David Platt     | 10 juin 1966             | 5      | Aston Villa            |
| 18  | Milieu    | Steve Hodge     | 25 octobre 1962          | 22     | Nottingham Forest      |
| 19  | Milieu    | Paul Gascoigne  | 27 mai 1967              | 11     | Tottenham              |
| 20  | Milieu    | Trevor Steven   | 21 septembre 1963        | 26     | Glasgow Rangers        |
| 21  | Attaquant | Steve Bull      | 28 mars 1965             | 7      | Wolverhampton          |
| *22 | Gardien   | David Seaman    | 19 septembre 1963        | 2      | Queens Park Rangers    |
| *22 | Gardien   | Dave Beasant    | 20 mars 1959             | 2      | Chelsea                |

 *David Seaman se blesse durant le premier match et le gardien réserviste Dave Beasant est convoqué pour le reste de la compétition.

### République d'Irlande
Sélectionneur : Jack Charlton
| No. | Pos.      | Joueur               | Date de naissance et âge | Sélec. | Club                |
| --- | --------- | -------------------- | ------------------------ | ------ | ------------------- |
| 1   | Gardien   | Pat Bonner           | 24 mai 1960              | 38     | Celtic Glasgow      |
| 2   | Défenseur | Chris Morris         | 24 décembre 1963         | 21     | Celtic Glasgow      |
| 3   | Défenseur | Steve Staunton       | 19 janvier 1969          | 13     | Liverpool           |
| 4   | Défenseur | Mick McCarthy        | 7 février 1959           | 42     | Millwall            |
| 5   | Défenseur | Kevin Moran          | 29 avril 1956            | 55     | Blackburn Rovers    |
| 6   | Milieu    | Ronnie Whelan        | 25 septembre 1961        | 38     | Liverpool           |
| 7   | Défenseur | Paul McGrath         | 4 décembre 1959          | 36     | Aston Villa         |
| 8   | Milieu    | Ray Houghton         | 9 janvier 1962           | 29     | Liverpool           |
| 9   | Attaquant | John Aldridge        | 18 septembre 1958        | 30     | Real Sociedad       |
| 10  | Attaquant | Tony Cascarino       | 1er septembre 1962       | 21     | Aston Villa         |
| 11  | Milieu    | Kevin Sheedy         | 21 octobre 1959          | 28     | Everton             |
| 12  | Défenseur | David O'Leary        | 2 mai 1958               | 51     | Arsenal             |
| 13  | Milieu    | Andy Townsend        | 23 juillet 1963          | 12     | Norwich City        |
| 14  | Défenseur | Chris Hughton        | 11 décembre 1959         | 50     | Tottenham           |
| 15  | Attaquant | Bernie Slaven        | 13 novembre 1960         | 4      | Middlesbrough       |
| 16  | Milieu    | John Sheridan        | 1er octobre 1964         | 8      | Sheffield Wednesday |
| 17  | Attaquant | Niall Quinn          | 6 octobre 1966           | 15     | Manchester City     |
| 18  | Attaquant | Frank Stapleton      | 10 juillet 1956          | 71     | Blackburn Rovers    |
| 19  | Attaquant | David Kelly          | 25 novembre 1965         | 6      | Leicester City      |
| 20  | Attaquant | John Frederick Byrne | 1er février 1961         | 19     | Le Havre AC         |
| 21  | Milieu    | Alan McLoughlin      | 20 avril 1967            | 1      | Swindon Town        |
| 22  | Gardien   | Gerry Peyton         | 20 mai 1956              | 28     | Bournemouth         |

### Pays-Bas
Sélectionneur : Leo Beenhakker
| No. | Pos.      | Joueur             | Date de naissance et âge | Sélec. | Club                |
| --- | --------- | ------------------ | ------------------------ | ------ | ------------------- |
| 1   | Gardien   | Hans van Breukelen | 4 octobre 1956           | 52     | PSV Eindhoven       |
| 2   | Défenseur | Berry van Aerle    | 8 décembre 1962          | 22     | PSV Eindhoven       |
| 3   | Milieu    | Frank Rijkaard     | 30 septembre 1962        | 42     | Milan AC            |
| 4   | Défenseur | Ronald Koeman      | 21 mars 1963             | 43     | FC Barcelone        |
| 5   | Défenseur | Adri van Tiggelen  | 16 juin 1957             | 40     | RSC Anderlecht      |
| 6   | Milieu    | Jan Wouters        | 17 juillet 1960          | 30     | Ajax Amsterdam      |
| 7   | Milieu    | Erwin Koeman       | 20 septembre 1961        | 23     | KV Malines          |
| 8   | Milieu    | Gerald Vanenburg   | 5 mars 1964              | 36     | PSV Eindhoven       |
| 9   | Attaquant | Marco van Basten   | 31 octobre 1964          | 35     | Milan AC            |
| 10  | Milieu    | Ruud Gullit        | 1er septembre 1962       | 44     | Milan AC            |
| 11  | Milieu    | Richard Witschge   | 20 septembre 1969        | 4      | Ajax Amsterdam      |
| 12  | Attaquant | Wim Kieft          | 12 novembre 1962         | 27     | PSV Eindhoven       |
| 13  | Défenseur | Graeme Rutjes      | 26 mars 1960             | 7      | KV Malines          |
| 14  | Attaquant | John van 't Schip  | 30 novembre 1963         | 22     | Ajax Amsterdam      |
| 15  | Attaquant | Bryan Roy          | 12 février 1970          | 2      | Ajax Amsterdam      |
| 16  | Gardien   | Joop Hiele         | 25 décembre 1958         | 6      | Feyenoord Rotterdam |
| 17  | Attaquant | Hans Gillhaus      | 5 novembre 1963          | 2      | Aberdeen            |
| 18  | Défenseur | Henk Fräser        | 7 juillet 1966           | 2      | Roda JC             |
| 19  | Attaquant | John van Loen      | 4 février 1965           | 6      | Roda JC             |
| 20  | Milieu    | Aron Winter        | 1er mars 1967            | 11     | Ajax Amsterdam      |
| 21  | Défenseur | Danny Blind        | 1er août 1961            | 5      | Ajax Amsterdam      |
| 22  | Gardien   | Stanley Menzo      | 15 octobre 1963          | 1      | Ajax Amsterdam      |

## Sources
- Effectif des équipes